# Petr Kouba
Petr Kouba (Prága, 1969. november 28. –) cseh válogatott labdarúgókapus. Édesapja a szintén válogatott kapus Pavel Kouba.

## Pályafutása

### Klubcsapatban
Pályafutását a Bohemians Praha csapatában kezdte 1988-ban. 1991-ben a Sparta Praha igazolta le, ahol öt szezont védett. Ezalatt kétszer lett bajnok és egyszer kupagyőztes. Az 1996–97-es szezont a spanyol Deportivo La Coruñaban töltötte, de mindössze négy mérkőzésen lépett pályára. Ezt követően szerepelt még az 1. FC Kaiserslautern – ahol bár nem játszott egyetlen mérkőzésen sem, de német bajnoknak tekinthető – a Viktoria Žižkov, majd ismét a Deportivo csapataiban. Miután 2001-ben visszatért Csehországba az FK Jablonec játékosa lett, de egy szezont követően visszaigazolt korábbi sikerei színhelyére a Sparta Prahaba. 

### A válogatottban
1991 és 1992 között 8 alkalommal szerepelt a csehszlovák válogatottban. A cseh válogatottban 1993-ban mutatkozott be, és 1998-ig 38 alkalommal védte a nemzeti csapat kapuját. Részt vett az 1996-os Európa-bajnokságon, ahol ezüstérmet szereztek.

## Sikerei, díjai
Sparta Praha
- Csehszlovák bajnok (2): 1990–91, 1992–93
- Csehszlovák kupa (1): 1991–92
- Cseh bajnok (2): 1993–94, 1994–95
- Cseh kupa (1): 1995–96

1 FC Kaiserslautern
- Német bajnok (1): 1997–98

Deportivo La Coruña
- Spanyol bajnok (1): 1999–2000
- Spanyol szuperkupa (1): 2000

Csehország
- Európa-bajnoki döntős (1): 1996

Egyéni
- Az év cseh labdarúgója (1): 1993